# 許培育
許培育（1968年1月3日—）是台灣的漫畫家。出生於台北市。台北工專（現為國立臺北科技大學）工業設計科畢業。

## 簡歷
- 畫風偏向日式，讀者以男性族群為主。早期以兒童漫畫為主，隨著畫技的成熟，爾後其創作更擴展至少年漫畫及青年漫畫。漫畫作品授權發行海外出版，包括香港、新加坡、韓國、日本及中國。
- 自小學時就對畫漫畫產生濃厚的興趣，從小便苦練漫畫技巧。成年後就讀台北工專（現為國立臺北科技大學）工業設計科時受青文出版社老闆賞識，被延攬加入創作行列。初期與楊永明、劉明昆等人以日本漫畫《小叮噹》（現名《哆啦A夢》）之故事設定為藍本，發表國人自製之仿作漫畫。直至1992年八月《著作權法》修正案通過後，青文出版社方停止此種出版方針。
- 隨後轉為創作原創漫畫，並於同社《開心漫畫》上連載《靈界男孩》、《羯蹄傳》等。1994年起開始於大然文化《無限少年MAX週刊》連載《陰陽乾八郎》、《仙道Q八郎》等。1995年起於大然《熱門少年TOP》上連載《大藏龍門》、《爵士殺手》、《聖印四次元─摩囉兒》、《NEWS BOY 阿太》等。
- 2004年起向中國市場發展，除漫畫連載外，同時也出版多本電腦繪圖教學書籍《漫畫實戰教程》系列。2008年與柯瑩玫共同完成以音樂為題材的作品《台上台下》。

## 作品一覽

### 長篇漫畫
- 龍甲上（1983年，青文出版社）
- 小叮噹番外篇（1985年—1986年，青文出版社）
- 靈界男孩（1986年—1990年，青文出版社）
- 靈界男孩短篇集（1990年—1993年，青文出版社）
- 靈界男孩之羯諦傳（1993年—1994年，青文出版社；2000年，大然文化）
- 陰陽乾八郎（1994年—1997年，大然文化）
- 仙道Q八郎（1994年—1997年，大然文化）
- 大藏龍門（1995年—1996年，大然文化）
- 爵士殺手（1996年—1997年，大然文化）
- 聖印四次元─摩囉兒（1997年—1999年，大然文化）
- NEWS BOY 阿太（1999年—2000年，大然文化）
- 超激鬥藍芽（2001年—2005年，青文出版社）
- 愛情方程式（2006年，二十一世纪出版社）
- 超激鬥紅芽（2006年，吉林美术出版社，刊登於龍漫）

### 教學書
- 漫畫實戰教程—劇本分鏡篇（2005年，上海人民美術出版社）
- 漫畫實戰教程—背景素材篇（2005年，上海人民美術出版社）
- 漫畫實戰教程—PhotoShop漫畫應用篇（2005年，上海人民美術出版社）
- 漫畫實戰教程—道具素材篇（2005年，上海人民美術出版社）
- 漫畫實戰教程—背景製作篇（2006年，上海人民美術出版社）
- 漫畫實戰教程—服飾素材篇（2006年，上海人民美術出版社）
- 漫畫實戰教程—兵器素材篇（2006年，上海人民美術出版社）
- 漫畫實戰教程—人物造型篇（2006年，上海人民美術出版社）

## 外部連結
- 許培育網誌 （页面存档备份，存于）